# Городище (Боратинская сельская община)
Городи́ще (укр. Городище) — село в Боратинской сельской общине Луцкого района Волынской области Украины.
Код КОАТУУ — 0722881701. Население по переписи 2001 года составляет 841 человек. Почтовый индекс — 45644. Телефонный код — 332. Занимает площадь 0,754 км².